# Heinrich Aldegrever
Heinrich Aldegrever ou Aldegraf (Paderborn, 1502 — Soest, 1555 ou 1561) foi um pintor e gravador alemão, parte do grupo de artistas, conhecido pelos "Pequenos Mestres", que se dedicou à feitura de pequenas gravuras de obras dos pintores clássicos seguindo os cânones estabelecidos na geração anterior por Albrecht Dürer.

## Biografia

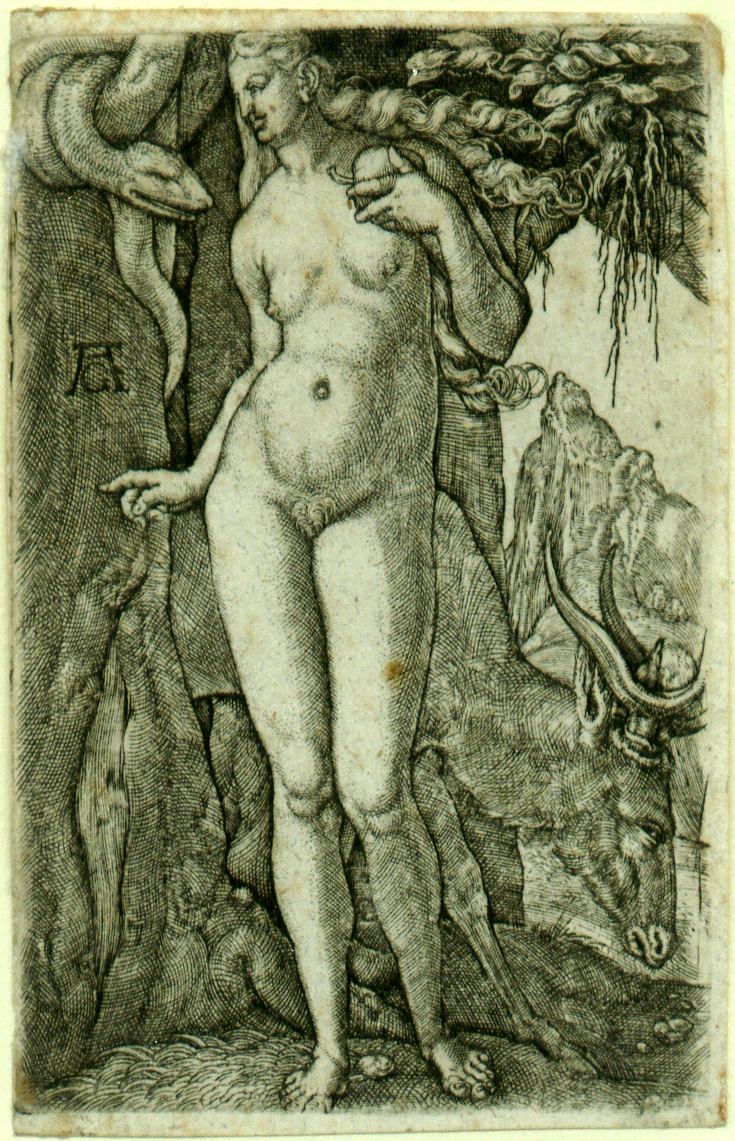
Eva com um veado, c. 1540.

Nascido em Paderborn, Heinrich Aldegrever foi um pintor, gravador e ourives activo entre os meios artísticos da Vestefália. O seu verdadeiro apelido de família era Trippenmecker, palavra que no dialecto da Westphalia significa fazedor de galochas.
Desconhece-se o percurso formativo de Aldegrever, embora existam pistas que o colocam como aprendiz na oficina de um ourives de Soest (Alemanha). Qualquer que tenha sido a sua formação, a sua obra apresenta inicialmente uma forte influência do estilo então corrente na Vestfália.
Mais tarde Aldegrever viajou pelos Países Baixos, tomando contacto com a obra de Joos van Cleve, Barendt van Orley, Lucas van Leyden e Jacob Cornelisz.
Por volta de 1525 fixou-se em Soest, cidade onde um ano mais tarde pintou as asas e a predella do altar de Maria na Igreja de São Pedro. A sua assinatura e o uso de um grafismo representando um tamanco prova que por essa altura ainda usava o seu nome de família.
As primeiras gravuras que se conhecem de Aldegrever datam de 1527 e aparecem assinadas com um monograma representando as letras "AG", muito semelhante ao utilizado por Albrecht Dürer. Em 1531, influenciado pelo fervor religioso que percorria a região, converteu-se ao luteranismo.
Por falta de encomendas para as igrejas, consequência da Reforma, dedicou a maior parte do seu tempo à feitura de retratos e de gravuras. São conhecidas cerca de 290 gravuras e xilogravuras da autoria de Aldegrever, a maioria da sua própria autoria. O seu estilo minucioso e delicado, apesar de por vezes duro no traço, coloca-o entre os melhores gravadores do grupo dos denominados "Pequenos Mestres": Barthel Beham; o seu irmão Hans Sebald Beham; e Georg Pencz. Tal como Pencz, cujo estilo era semelhante, Aldgrever destacava-se pela qualidade dos seus desenhos ornamentais, que produziu em grande número. A semelhança de estilo com Albrecht Dürer levou a que fosse cognominado de "Albert da Westphalia".
Aldegrever, que era um apoiante activo da Reforma, retratou Martinho Lutero e Philipp Melanchthon. Apesar de ter optado pelo luteranismo, tinha amigos entre os anabaptistas.
O bispo de Münster encomendou-lhe em 1535-1536 a realização de gravuras com o retrato dos líderes anabaptistas Jan van Leyden e Berndt Knipperdolling, que ao tempo já se encontravam presos e dos quais apenas circulavam caricaturas. No ciclo de pinturas Poder da Morte, visivelmente executado sob a influência de Hans Holbein, o Jovem, Aldegrever critica os vícios atribuídos à Igreja Católica Romana.
Aldegrever também se interessou por aspectos do folclore, produzindo em 1538 e 1551 duas séries de gravuras  mostrando danças populares de casamento. Outra faceta importante da sua obra foi a execução de gravuras com temas mitológicos, entre as quais as do ciclo Trabalhos de Hércules.
Existe uma boa colecção de gravuras de Aldegrever no British Museum, mas exemplares das suas pinturas são extremamente raros. Conhecem-se cinco obras pintadas em museus europeus, mas a genuinidade das pinturas existentes nas colecções de Viena e Munique é duvidosa, pelo que a única pintura conhecida indubitavelmente da sua autoria é o retrato de Engelbert Therlaen, burgomestre de Lennep, executado em 1551 e hoje em exposição na Galerie Berlin, de Berlim.